# Parco Stryjs'kyj
Il parco Stryjs'kyj (in ucraino Стрийський парк?; in russo Стрыйский парк?, Stryjskij park) è uno dei parchi più antichi e belli di Leopoli, considerato un monumento d'arte paesaggistica di importanza nazionale in Ucraina.

## Storia

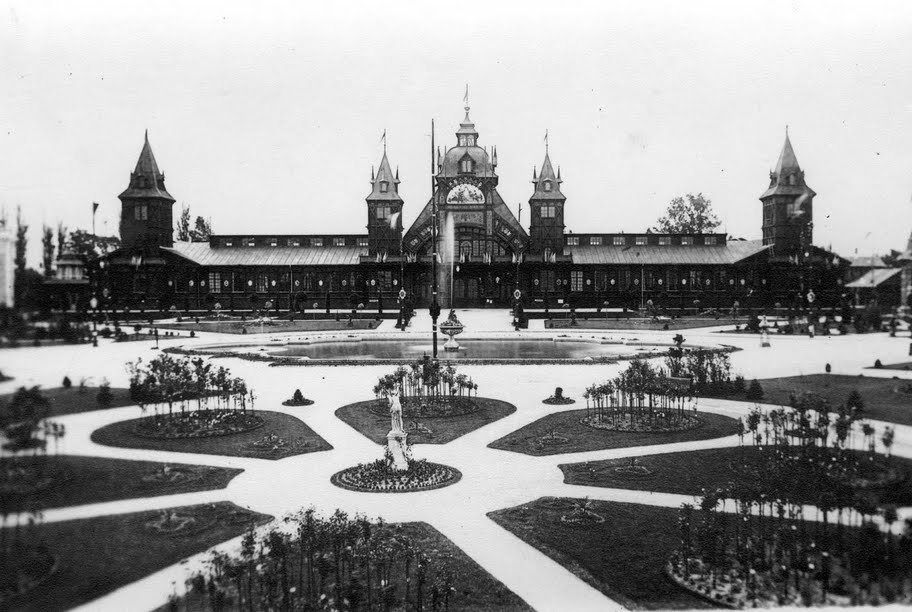
Padiglione nel parco durante l'Esposizione Regionale della Galizia a Leopoli nel 1894

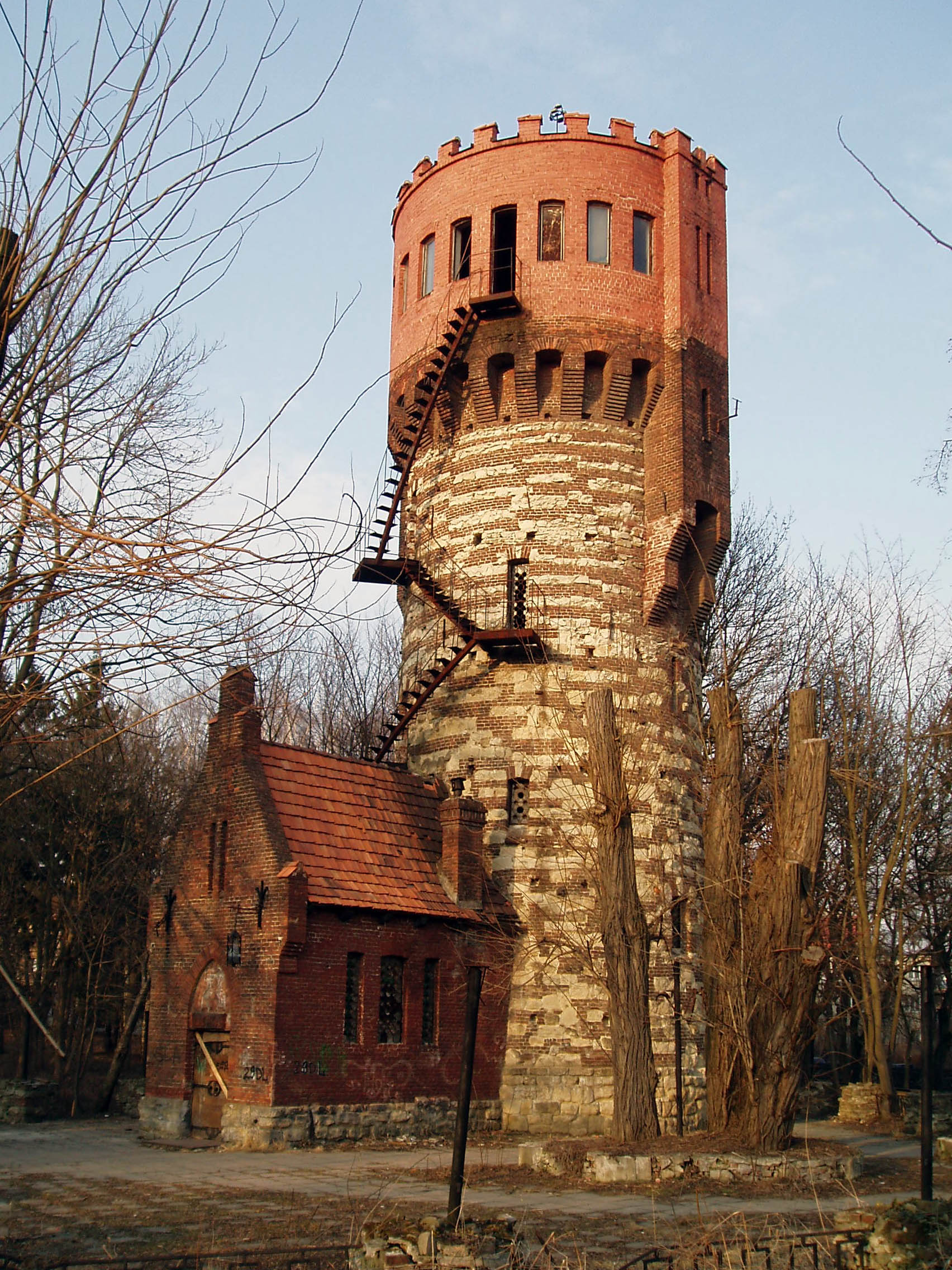
Torre dell'acqua progettata da Michał Lużecki per l'esposizione del 1894

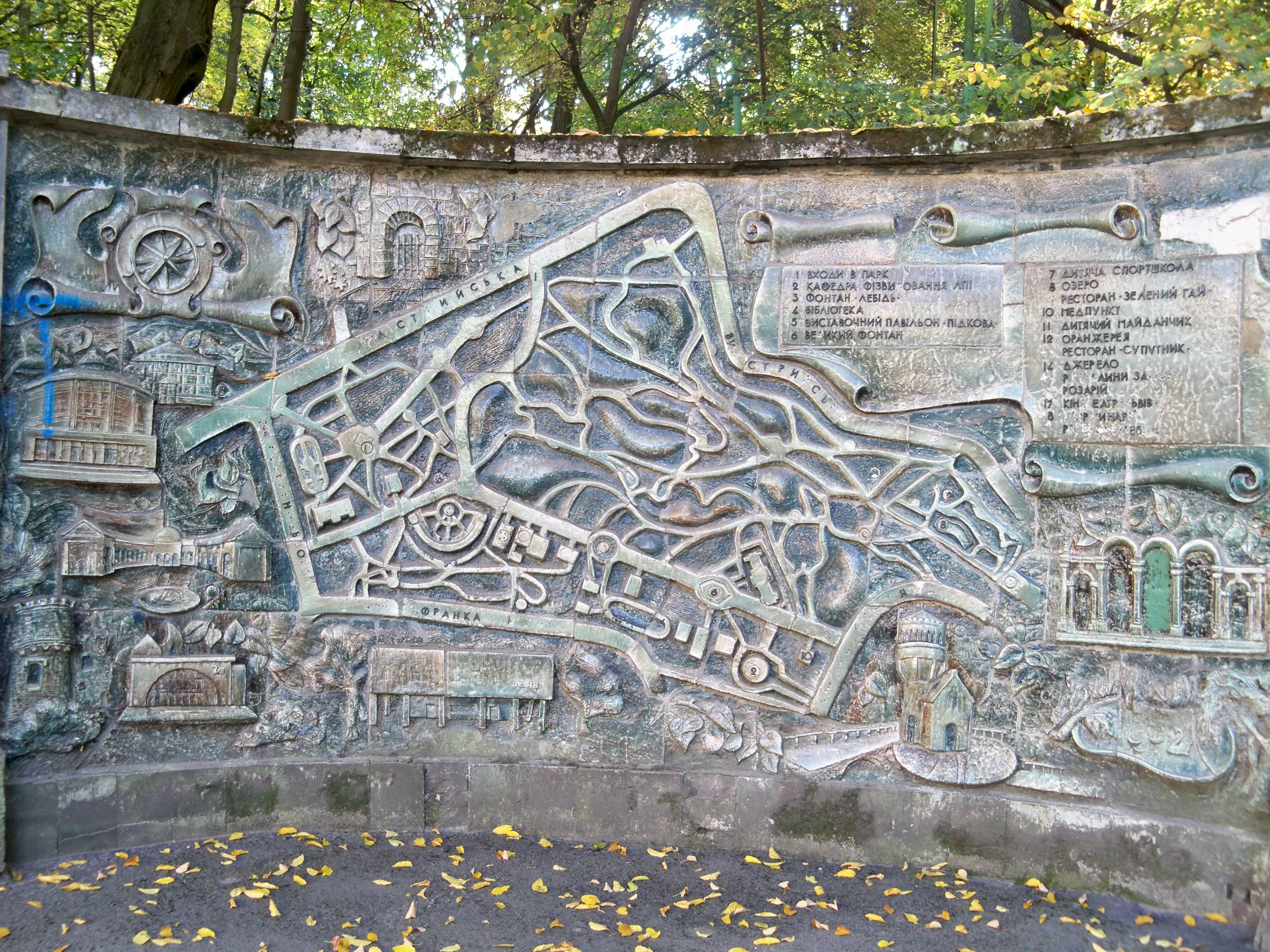
Piantina del parco

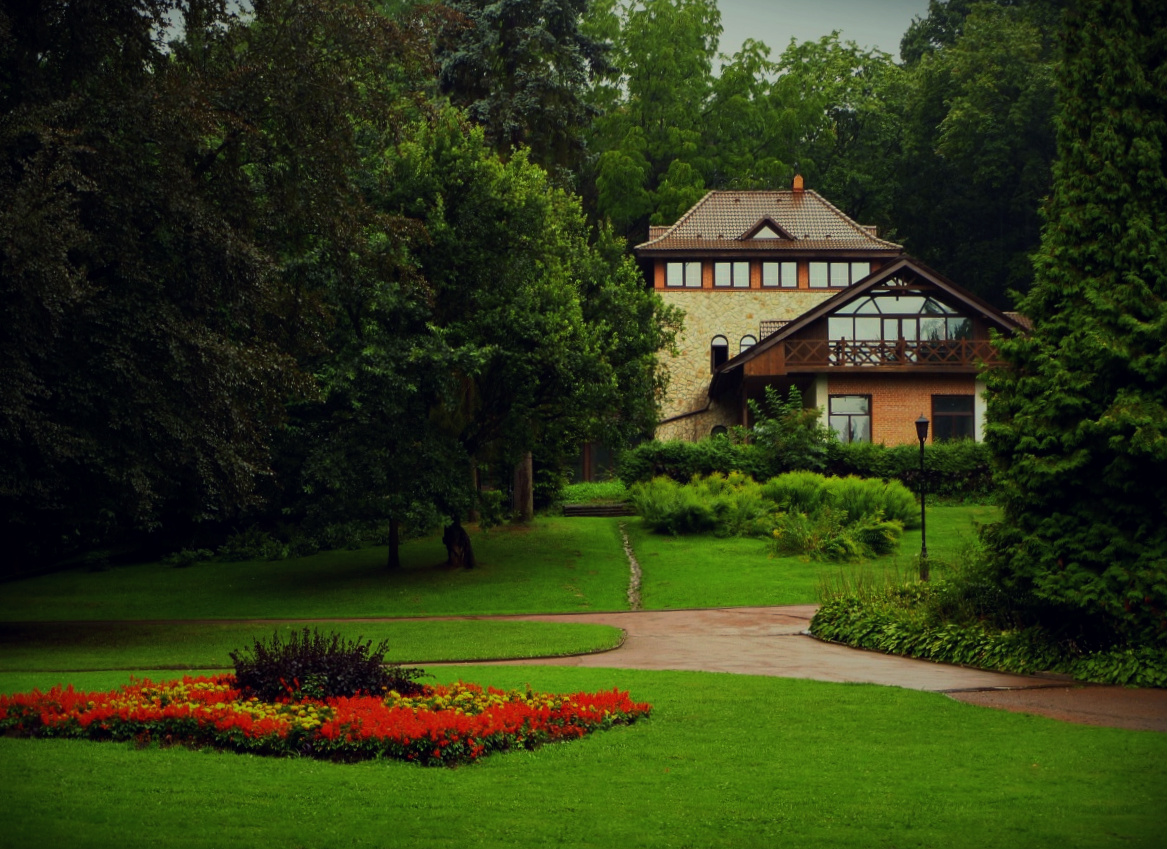
Zona inferiore

Anticamente l'area era costituita da colline, gole e valli e vi era stato costruito in cimitero, poi chiuso nel 1823. I primi lavori per la trasformazione in parco iniziarono nel 1879 e vi furono piantati circa  40 000 alberi. Nel 1887 vi fu costruito un monumento a Jan Kiliński e brevemente il parco ebbe la denominazione di parco Kiliński ma poi ebbe quella recente. Nel periodo compreso tra le due guerre mondiali del XX secolo fu considerato il più bel parco della Seconda Repubblica di Polonia. In tempi recenti è stato oggetto, in alcune sue parti, di degrado.

## Descrizione
Il parco occupa oltre 52 000 ettari e si trova nel quartiere Halych, nella parte nord orientale di Leopoli. Viene diviso in tre zone:
- Zona inferiore
- Zona del parco forestale
- Zona della terrazza superiore

L'antica gola di erosione scavata dal torrente è divenuto un sentiero che collega la terrazza superiore con la parte inferiore del parco.
L'area è un vero e proprio giardino botanico, con un giardino d'inverno, ed ospita oltre 200 specie di alberi come platano, tiglio, ippocastano, ontano, quercia rossa, albero dei tulipani, magnolia e numerosi altri. Vicino all'ingresso principale si trova la grande fontana con i cigni.
Il parco ospita strutture sportive del Politecnico di Leopoli.